# Amtsgericht Delme
Das Amtsgericht Delme war ein deutsches Amtsgericht mit Sitz in Delme in den Jahren 1879 bis 1918.

## Geschichte
Delme war Sitz eines französischen Friedensgerichts. Nach der Abtretung Elsass-Lothringens im Frieden von Frankfurt an das Deutsche Reich 1871 wurde die Gerichtsstruktur mit dem Gesetz, betreffend Abänderung der Gerichtsverfassung vom 14. Juli 1871 und der Ausführungsbestimmung hierzu vom gleichen Tag neu geregelt. Dabei wurden die Friedensgerichte beibehalten. Durch Verordnung des Reichskanzlers vom 7. August 1871 wurde das Friedensgericht Delme aufgehoben und sein Sprengel dem Friedensgericht Château-Salins zugeordnet. Später wurde es aber wiederhergestellt.
Im Rahmen der Reichsjustizgesetze wurden 1879 die Friedensgerichte im Reichsland Elsass-Lothringen aufgehoben und Amtsgerichte gebildet. Das Amtsgericht Delme war dem Landgericht Metz nachgeordnet.
Am Gericht bestand 1880 eine Richterstelle. Das Amtsgericht war ein kleines Amtsgericht im Landgerichtsbezirk.
Der Gerichtsbezirk umfasste 1895 den Kanton Delme mit 205 Quadratkilometern und 9449 Einwohnern und 35 Gemeinden.
Mit der Verordnung über den Sitz und die Bezirke der Amtsgerichte vom 3. April 1909 gingen die Gemeinden Achâtel, Buchy, Moncheux, Foville, Sailly Secourt, Solgne, Vigny und Bulmont aus dem Sprengel des Amtsgerichts Rémilly in den Sprengel des Amtsgericht Delme über. Im Gegenzug gingen die Gemeinden Baudrecourt und St. Epvre aus dem Sprengel des Amtsgerichts Delme in den Sprengel des Amtsgerichts Rémilly über. Gleichzeitig gingen die Gemeinden Aboncourt und Manhoué aus dem Sprengel des Amtsgerichts Château-Salins in den Sprengel des Amtsgerichts Delme über.
Nach der Abtretung Elsass-Lothringens an Frankreich nach dem Ersten Weltkrieg wurde das Amtsgericht Delme als „Tribunal cantonal Delme“ weitergeführt. Im Zweiten Weltkrieg wurde 1940 von der deutschen Besatzungsmacht die vorgefundene Gerichtsstruktur unter Verwendung deutscher Ortsnamen und Behördenbezeichnungen, hier also wieder als Amtsgericht Delme, fortgeführt.